# 16076 Barryhaase
16076 Barryhaase è un asteroide della fascia principale. Scoperto nel 1999, presenta un'orbita caratterizzata da un semiasse maggiore pari a 2,5635056 UA e da un'eccentricità di 0,0941221, inclinata di 9,81275° rispetto all'eclittica.